# 达格
达格，是匈牙利科马罗姆-埃斯泰尔戈姆州所辖的一个村。总面积11.89平方公里，总人口946，人口密度79.6人/平方公里（2011年1月1日）。